# Alisma ×bjoerkqvistii
Alisma ×bjoerkqvistii, vrsta hibridnog žabočuna (porodica žabočunovki) raširena od istočne Europe do zapadnog Sibira.
Heliofit; formula: A. gramineum × A. plantago-aquatica.